# Rodriguezus iturbei
Rodriguezus iturbei is een krabbensoort uit de familie van de Pseudothelphusidae. De wetenschappelijke naam van de soort is voor het eerst geldig gepubliceerd in 1919 door Rathbun.